# Władysław Łuszczkiewicz

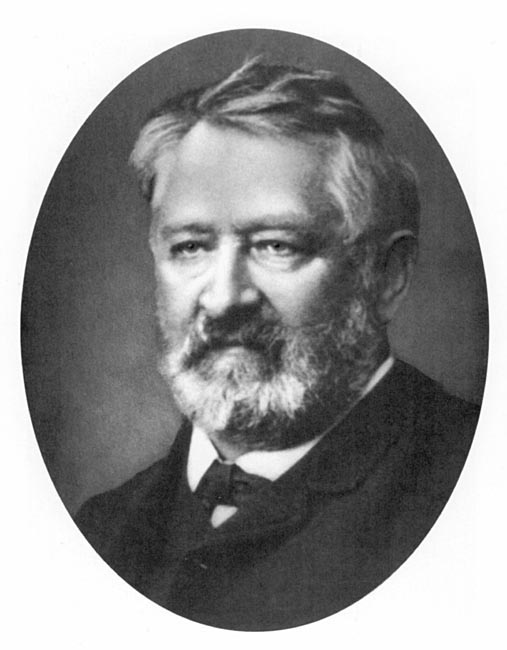
Władysław Łuszczkiewicz

Władysław Łuszczkiewicz (* 3. September 1828 in Krakau; † 23. Mai 1900 ebenda) war ein polnischer Maler, Kunstlehrer und Kunsthistoriker.

## Leben

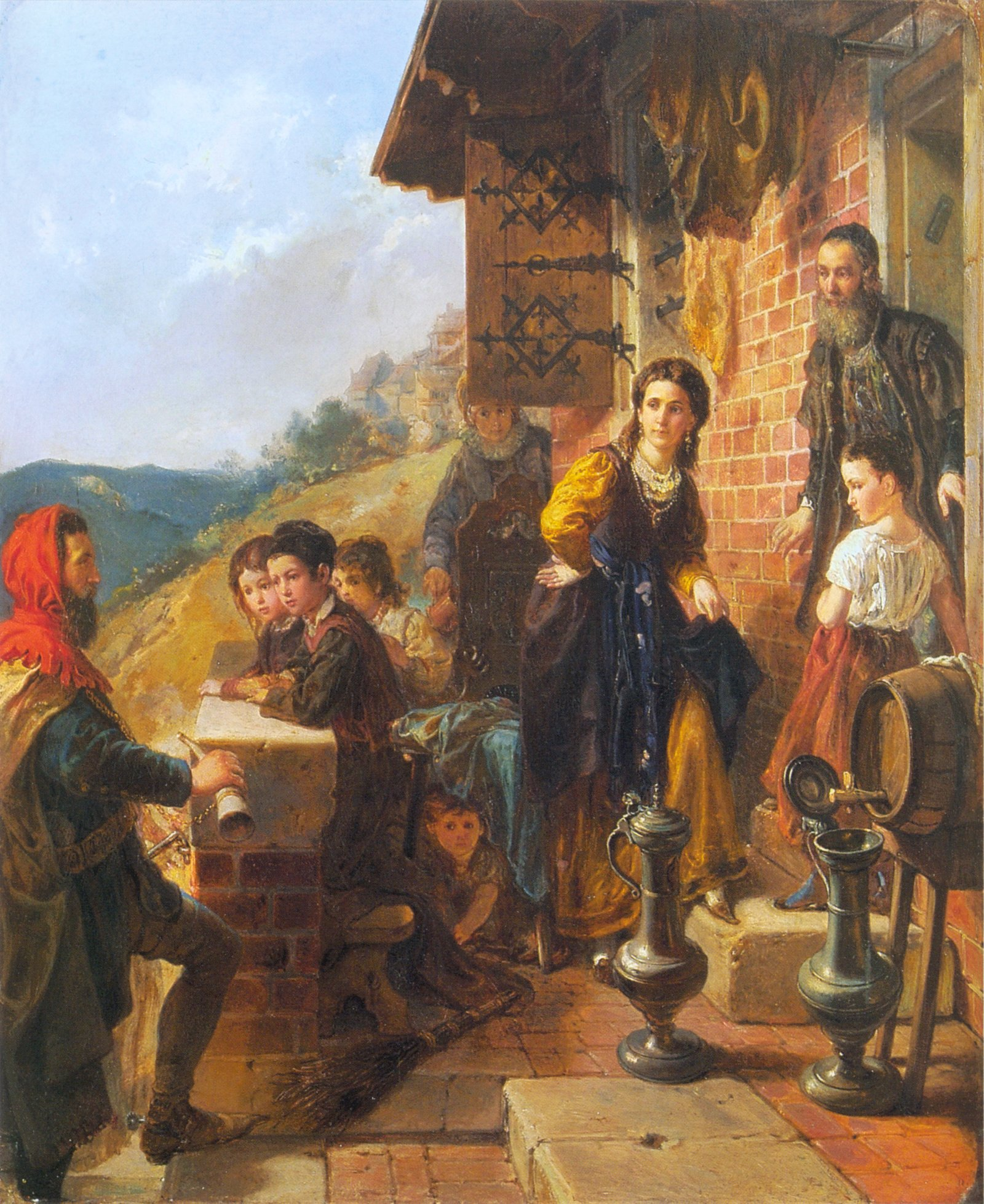
Kasimir der Große bei Esterka

Władysław Łuszczkiewicz wurde als Sohn von Michał und Emilia geb. Krzyżanowska geboren.
1838–1843 besuchte er das St.-Anna-Gymnasium, anschließend studierte er 1843–1845 Philosophie und Geschichte an der Jagiellonen-Universität, gleichzeitig studierte er bis 1847 Zeichnung und Malerei an der Krakauer Akademie der Schönen Künste bei Wojciech Stattler. Dank eines Kunst-Stipendiums der Regierung Galiziens ging er nach Paris, wo er 1849–1850 Kurse an der École des Beaux-Arts besuchte. Nach seiner Rückkehr nach Krakau 1850 wurde er Maler, Kunstlehrer und Restaurator der historischen Gebäude Krakaus. In seinen über 40 Jahren als Kunstlehrer unterrichtete Luszczkiewicz mehrere Generationen von polnischen Malern, u. a. Jan Matejko, Artur Grottger, Andrzej Grabowski, Aleksander Kotsis, Jacek Malczewski, Stanisław Wyspiański, Józef Mehoffer, Karol Maszkowski, Wojciech Weiss und viele weitere.
Als Maler bevorzugte Luszczkiewicz vor allem historische und religiöse Themen und gilt als Vorreiter des Historismus in der polnischen Malerei.